# Nawadwara
Nawadwara (trl. navadwara) – termin jogiczny określający dziewięć otworów w ciele fizycznym człowieka.
Termin ten był stosowany już w dziełach wedyjskich. W eposie Mahabharata ciało człowieka jest określane jako miasto, natomiast nawadwara jako dziewięć jego bram (cnotliwe miasto z dziewięcioma bramami).
Jogatwttwopaniszada zaleca joginom zamykanie wszystkich nawadwara, analogicznie jak żółw postępuje chowając kończyny pod skorupą.